# Acrocephalus (roślina)
Acrocephalus – rodzaj roślin z rodziny jasnotowatych (Lamiaceae). Obejmuje ok. 130 gatunków występujących w strefie tropikalnej Afryki i Azji. A. robertii wykorzystywany jest w Katandze jako gatunek wskaźnikowy przy poszukiwaniu złóż miedzi. Klasyfikacja taksonomiczna rodzaju jest problematyczna. Wchodzi w skład kompleksu Haumaniastrum/Acrocephalus o niejasnych powiązaniach filogenetycznych. Naukowa nazwa rodzajowa jest homonimem dla rodzaju Acrocephalus – ptaków z rodziny trzciniaków.